# ニーシャープール鉄道事故

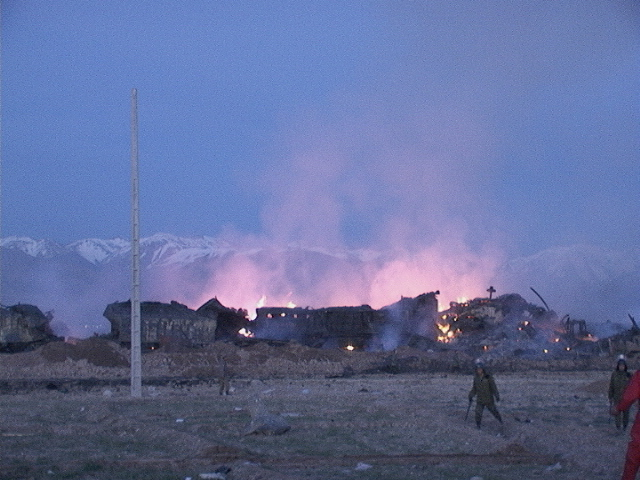
事故によって燃えるハイヤーム村

ニーシャープール鉄道事故（ニーシャープールてつどうじこ）とは2004年2月18日にイランのニーシャープール付近のハイヤームという村で発生した鉄道事故である。この事故では、深夜に暴走した貨車が村に突入して爆発、300人以上が死亡し村全体が破壊された。

## 事故の経過

### 脱線
ニーシャープール市のアブー・ムスリム駅の側線に停車していた、硫黄や肥料、石油、原綿を積載した51両の貨車が暴走し、線路を約20km下って脱線、ハイヤームの町へ向かって築堤から転落した。衝突時、逸走した貨車を制御している者はなく、乗っている者もいなかったが、近隣の町から到着したレスキュー隊は車両に閉じ込められている者が存在する場合に備えて被害者の救助に当たり、また残骸から発生した小規模な火災の消火のための活動を実施した。
事故によって貨車から漏出した積荷は、そのすべてが非常に高い可燃性および爆発性を有していながら、事故以前にはイランの鉄道当局によって「危険物」に分類されていなかった。小規模な火災が延焼を続ける中、数人の地元の政治家や鉄道の上級職員を含む地元の人々の大群衆が救助作業を見ようと集まった。

### 爆発
事故車両の撤去作業中、貨車の積荷が爆発した。伝えられるところによれば、この爆発の規模はTNT換算で180トンに相当するものであった。爆発によりハイヤームは壊滅し、近くの町のエイシャーバード、デフノウ、タギーアーバードも大きな被害を受けた。また、70km離れたマシュハドにも爆発の衝撃が届いていた。爆発により村全体が破壊され、地元のレスキュー隊や政府職員全員が死亡、または重傷を負った。凍えるほど寒い天候にもかかわらず、列車の残骸や村は数日間にわたって燃え続けた。
政府当局は182人の救助隊員や政府職員を含む、295人の死亡と460人以上の負傷を確認した。

## イスラム革命防衛隊
爆発の後、負傷者や閉じ込められた人、行方不明者、死者の捜索のために数百人規模のレスキュー隊が現場に集まる中、イスラム革命防衛隊の部隊が召集され、治安維持活動にあたった。爆発に巻き込まれた4つの村は後に「完全に破壊された」と評価された。

## 原因
初期の調査では「微震 ("earth tremors")」により貨車が暴走を始めたものとされたが、これは後に否定されている。徹底的な調査が行われたが、貨車が無人で逸走した正確な原因や、大量の非常に可燃性の高い積荷が一度に運搬されることになった経緯、また、早期に発見されていれば沿線住民の速やかな避難が可能であった事故の詳細な原因が見いだされなかった理由などの解明には至っていない。
事故直後に公表されたイランの運輸大臣のアフマド・ホッラムの声明によると、この災害は自然要因によって発生したものではなく、事故車両が逸走した原因は停車中の車両の操車を許された鉄道職員のミスによるものか、あるいはいたずらによって発生させられたものであるかを判断するための調査が進行中である、との報告があったという。